# Farkas Bianka
Farkas Bianka (Szolnok, 2004. május 26.) magyar gyermekszínész.

## Szerepei
A Pesti Magyar Színházban színre vitt Égigérő fű és Almaszósz című darabok (rendező: Horváth Patrícia) egy-egy gyermekfőszerepét (Síróbaba, Mimi) játszotta, az Eperjes Károly rendezte A muzsika hangja című musicalben Brigitte von Trapp szerepét alakította.
Színházi munkái mellett szinkronizált is.
Főszerepet játszott a Terka Nova című kisfilmben (rendező: Asmon Stella), alakításáért Best Young Actress díjat nyert a Los Angeles Film Awards-on 2017 januárjában.
Elnyerte a Kaleidoszkóp Versfesztivál különdíját a Petőfi Sándor művéből készített A bilincs című versfilmjéért. 2018-ban a IX. Bujtor István Filmfesztiválon szintén különdíjat kapott a film, továbbá beválogatta versenyprogramjába - többek között - a II. Hét Domb Filmfesztivál és több nemzetközi filmfesztivál is.
A címszereplésével forgatott Katalinka 16 című, 2020-ban bemutatott rövidfilm a Legjobb élőszereplős rövidfilm díját nyerte el a III. A Mi Kultúránk rövidfilmfesztiválon, a Legjobb kisjátékfilm díját kapta (megosztva egy másik kisfilmmel) a 8. Totál Plán Független Filmfesztiválon, a Kisjátékfilm kategória 3. díja mellett a Magyar Hollywood Tanács különdíját kapta IV. Ceglédi Filmfesztiválon, továbbá a 17. Vas megyei Függetlenfilm Fesztiválon (VAS-FILM 17) Bianka érdemelte ki a Leghitelesebb színészi alakítás különdíját.  A film emellett több, mint 30 különböző díjat nyert nemzetközi fesztiválokon, többek között a Legjobb rövidfilm díját nyerte a kanadai Chatham-Kent International Film Festival-on és a bolgár V.i.Z. Film Festival-on, egyaránt a Legjobb kísérleti rövidfilmnek választotta a  Paris Play International Film Festival, az Onyko Films Awards, az Accord Cine Fest, a World Film Carnival és a Changing Face International Film Festival, emellett 4 díjat kapott a new york-i Two Roads International Film Festival zsűrijétől, 3 díjat hozott el a szkopje-i Art Film Awards-ról, valamint 2-2 díjat nyert az indiai Tagore Nemzetközi Filmfesztiválon és a dél-amerikai Öt Kontinens Nemzetközi Filmfesztiválon, az utóbbin Bianka megkapta a Best Young Actress elismerést.